# Christophe Edaleine

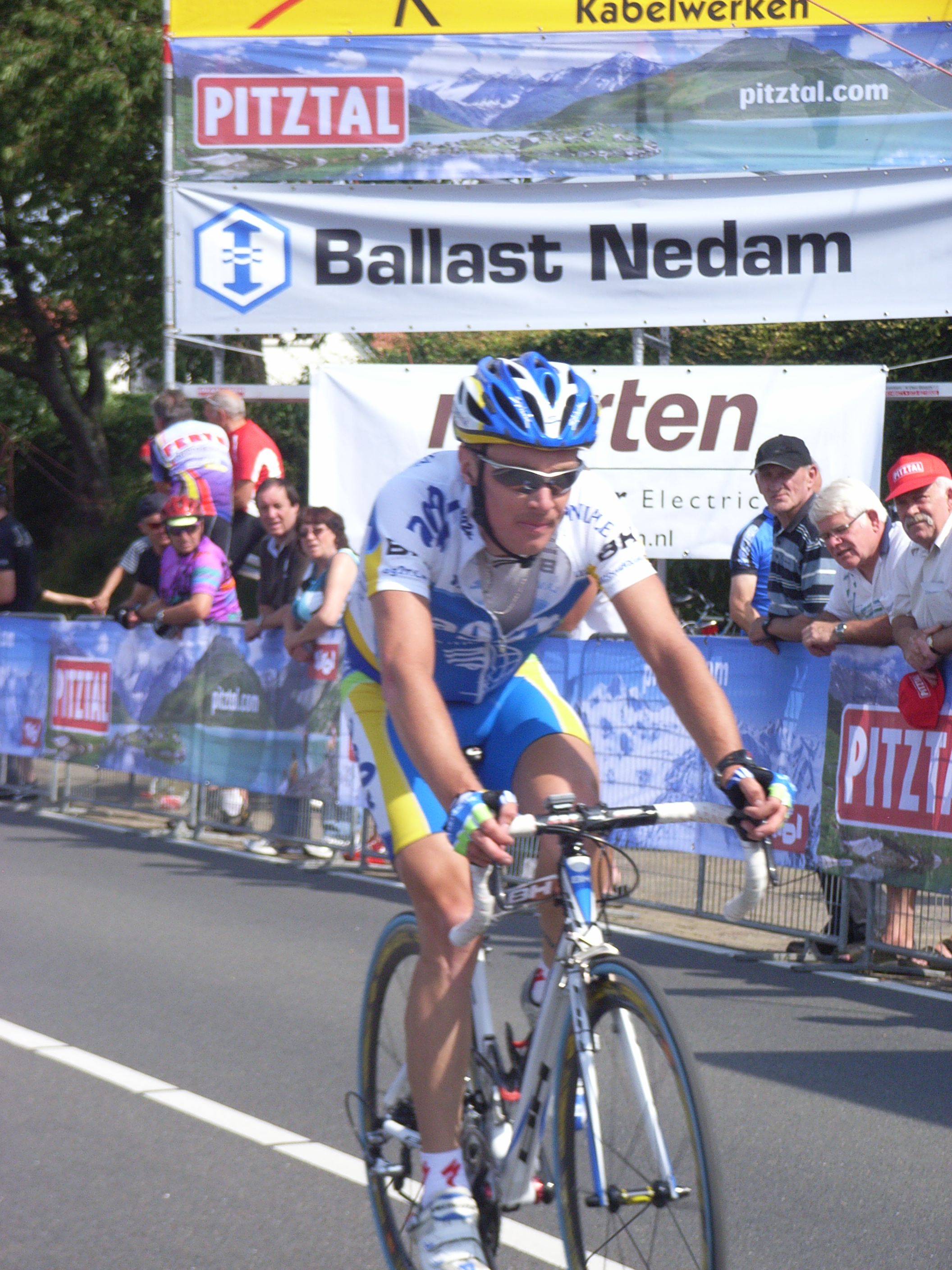
Christophe Edaleine 2008

Christophe Edaleine (* 1. November 1979 in Annonay, Département Ardèche) ist ein ehemaliger französischer Radrennfahrer.
Christophe Edaleine begann seine Karriere 2002 bei dem französischen Radsport-Team Jean Delatour, nachdem er dort 2000 als Stagiaire gefahren war. Er nahm gleich in seinem ersten Jahr an der Tour de France teil und beendete sie auch auf dem 100. Gesamtplatz. Ein Jahr später entschied er eine Etappe der Tour de l’Avenir für sich. Daraufhin wechselte er zu Cofidis, wo er zwei Jahre lang fuhr. Ab 2006 fuhr Edaleine für das französische ProTeam Crédit Agricole, 2008 für Ag2r Prévoyance. Dann beendete er seine aktive Radsportlaufbahn.

## Siege
2003
- eine Etappe Tour de l’Avenir

## Teams
- 2002–2003 Jean Delatour
- 2004–2005 Cofidis
- 2006–2007 Crédit Agricole
- 2008 Ag2r Prévoyance